# ACOR
La Sociedad Cooperativa General Agropecuaria ACOR es una cooperativa formada por 4.500 socios agricultores de Castilla y León fundada en 1962. Está presente en los negocios de producción y comercialización de azúcar, aceites alimentarios y productos para la alimentación animal. Su fábrica azucarera ubicada en Olmedo, Valladolid, es la mayor y más moderna de España con capacidad para producir 1.800.000 kilos de azúcar al día procedente de remolacha azucarera. ACOR facturó en el último ejercicio 286 millones de euros (ejercicio 2019/20).  

## Historia
ACOR se constituyó formalmente el 25 de enero de 1962, aunque hasta cinco años después no entró en funcionamiento la que se convertiría en la primera fábrica azucarera impulsada por una cooperativa de agricultores en España. ACOR eran las siglas de Azucarera Cooperativa «Onésimo Redondo».
El proyecto nació del anhelo de un grupo de cultivadores remolacheros que soñaba con tener una fábrica propia. Su objetivo, eludir las duras condiciones que, en aquellos años, imponían las sociedades azucareras. De hecho, ante este panorama, ya se habían intentado otros proyectos similares en España, pero ninguno había conseguido fructificar.
A los comienzos nada sencillos se sumaron las dificultades económicas. A los dos años, en 1964, ya se contaba con unos 2.000 socios cuyas aportaciones sumaban entonces 5 millones de pesetas (30.000 euros) mientras que la inversión prevista se cifraba en 400 millones de pesetas (2,4 millones de euros). El anteproyecto de la fábrica fue incluso rechazado por el Ministerio de Industria. Hubo que rehacerlo y finalmente se consiguió la máxima calificación, lo que permitió una subvención y desgravaciones fiscales. Después se logró el aval bancario y, ya sí, ACOR iba a ser toda una realidad. 

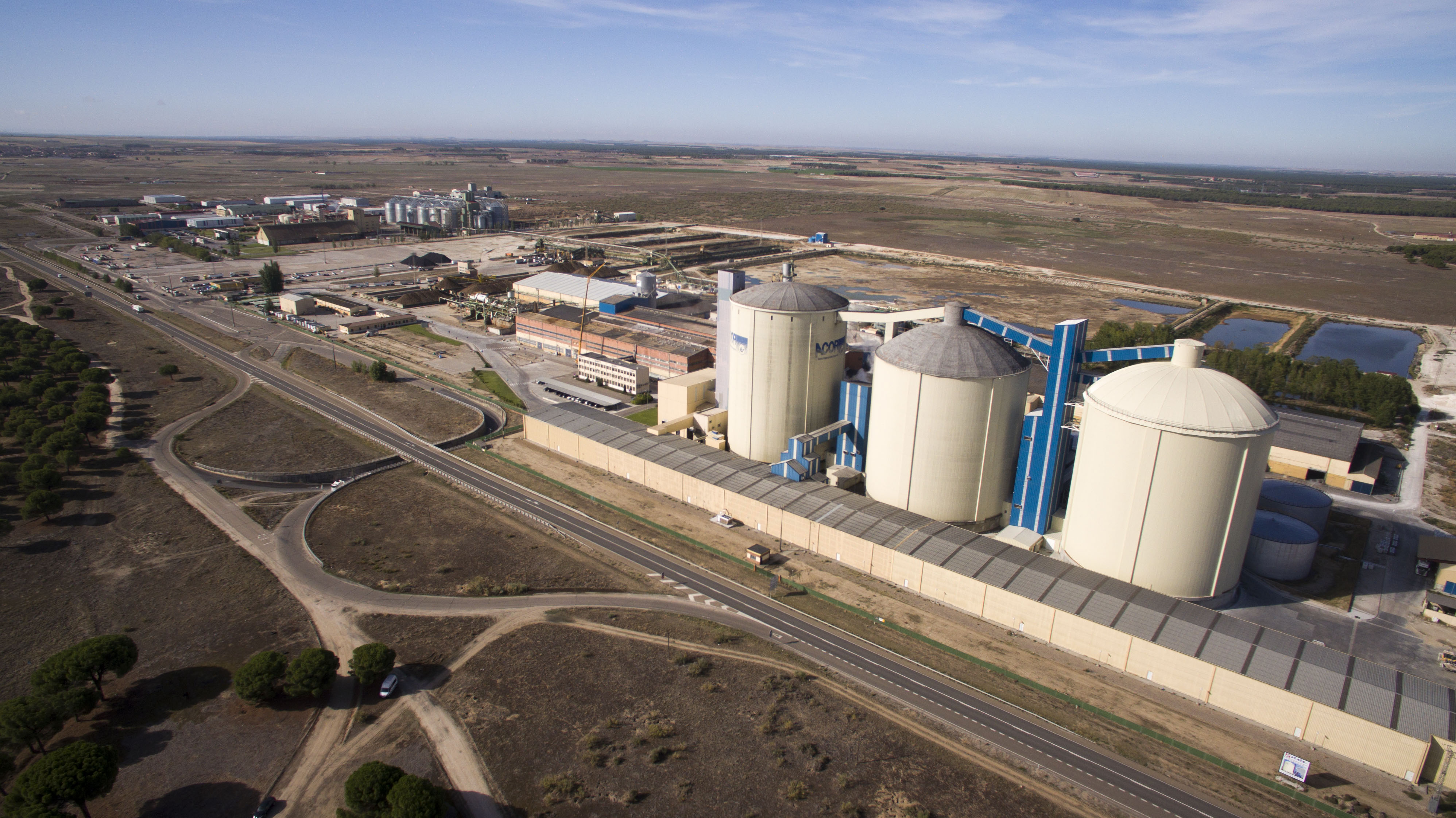
Vista aérea de la planta azucarera más grande de España, ubicada en Olmedo (Valladolid)

El proyecto comenzó con tal fuerza que ya en 1972 los socios aprobaron la construcción de una segunda fábrica, en Olmedo, porque la primera se había quedado pequeña. Había solicitudes de agricultores de todas las provincias de Castilla y León para sumarse al proyecto. La planta de Olmedo entró en funcionamiento en la campaña 1975-76 con una capacidad inicial para procesar 5.000 toneladas de remolacha azucarera al día (en la actualidad alcanza las 12.000 toneladas diarias). 
Las décadas de los 70 y 80 transcurrieron con dos fábricas azucareras y una alcoholera que aportaron una gran rentabilidad al agricultor. Son años en los que se producen enormes avances en el cultivo, con mejoras en la producción, y un incremento continuo en el número de socios hasta alcanzar la cifra de 12.000 socios, si bien no todos directamente productores.  En los siguientes años continuó la tecnificación del cultivo hasta que en el año 2006 se llevó a cabo la brutal reforma del sector en Europa lo que causó el cierre, al año siguiente, de la fábrica de Valladolid. A partir de ese momento, ACOR comienza su apuesta por la diversificación con la apertura de la planta de aceites y el establecimiento de alianzas con empresas multinacionales para la comercialización de distintos productos.

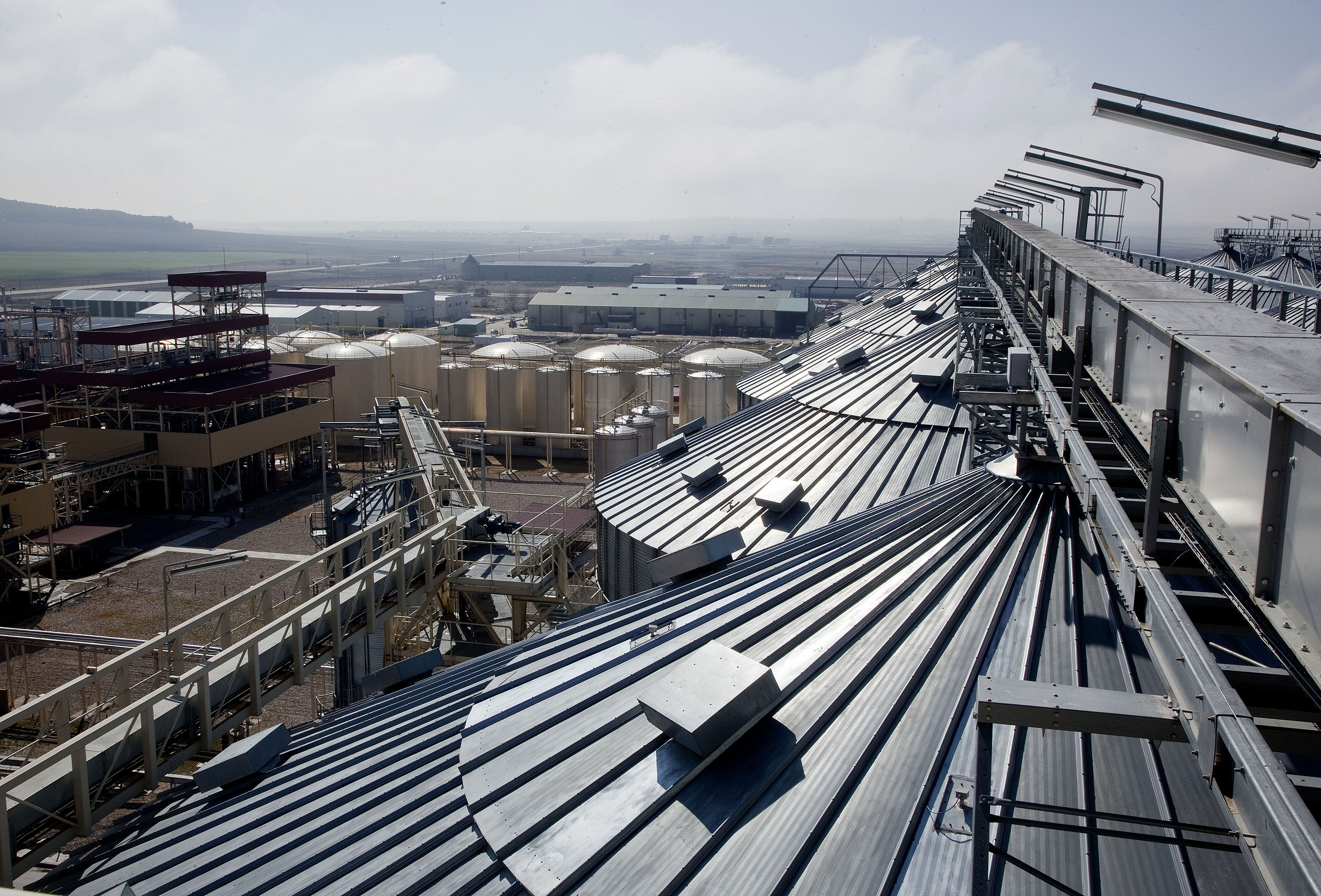
Planta de Aceites de ACOR, en Olmedo (Valladolid), estratégica para los cultivos de girasol y colza en Castilla y León

## Servicio Agronómico
En junio de 1983 se creó el servicio agronómico de ACOR para la investigación y el desarrollo de la remolacha que, hoy en día, se extiende al resto de cultivos con los que trabaja la Cooperativa (colza, girasol y trigo). El servicio agronómico presta una labor esencial y muy valorada por el socio que recibe un asesoramiento técnico a pie de parcela con recomendaciones sobre las mejores prácticas para el buen desarrollo de los cultivos. 
Además, los técnicos de este servicio coordinan los módulos de arranque de remolacha -que contribuyen a garantizar una recepción más estable con el objetivo de optimizar al máximo la capacidad de la fábrica de azúcar- y realizan investigaciones y ensayos sobre variedades, productos fitosanitarios y abonos.  

## Premios y distinciones
- Premio al Servicio Agronómico de ACOR, categoría Innovación, del programa Surcos (Castilla y León Televisión). Junio 2021.
- Premio a la mejor transformación digital en una empresa. III Premios de la Industria. Noviembre de 2019.
- Premio Cecale de Oro 2018, de la Confederación de Organizaciones Empresariales de Castilla y León.
- Plato Solidario 2018, en la categoría de Empresas Solidarias, de la Fundación Banco de Alimentos de Valladolid.
- Premio especial “Surcos” 2017, de Castilla y León Televisión.
- Distinción de la Asociación de Gourmets de Palencia en reconocimiento a la Cooperativa por su apoyo al sector agroalimentario. Año 2015.
- Premio trayectoria empresarial 20 aniversario de La Gaceta de los Negocios. Año 2009.
- Premio “Caballero de Olmedo” 2007, del Ayuntamiento de Olmedo (Valladolid).
- Premio especial de la Diputación de Valladolid año 2004.